# Anthicomorphus cruralis
Anthicomorphus cruralis is een keversoort uit de familie snoerhalskevers (Anthicidae). De wetenschappelijke naam van de soort is voor het eerst geldig gepubliceerd in 1895 door Lewis.